# 烏姆塔伊斯國家公園

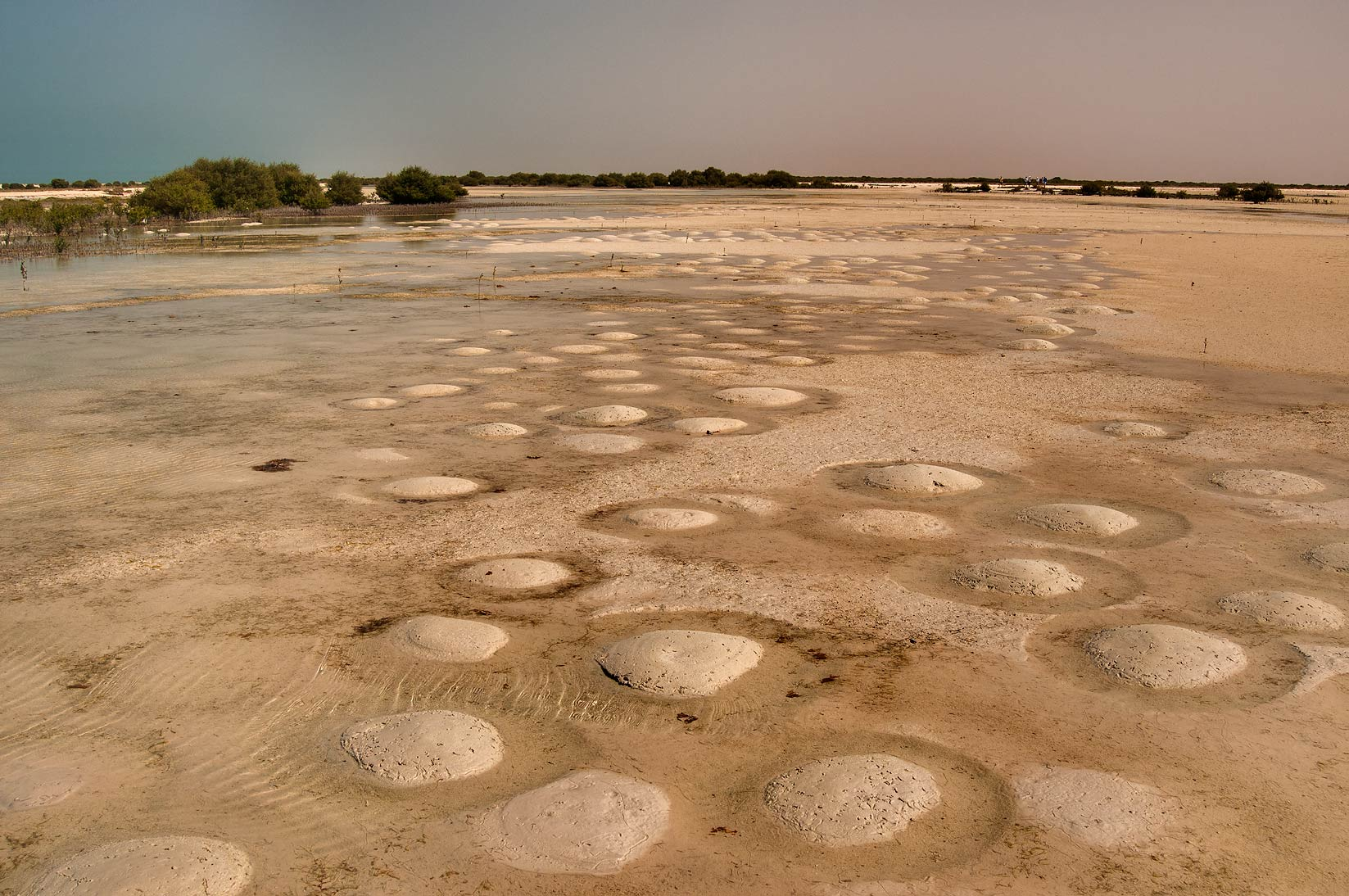

烏姆塔伊斯國家公園是卡塔爾的國家公園，位於該國北端，成立於2006年亞洲運動會期間，覆蓋數座長滿紅樹林的小島，有候鳥棲息。